# اسکله گرازیانو گوری
اسکله گرازیانو گوری (انگلیسی: Pier Graziano Gori؛ زادهٔ ۱۰ مهٔ ۱۹۸۰) بازیکن فوتبال است.
از باشگاه‌هایی که در آن بازی کرده‌است می‌توان به باشگاه فوتبال ونتزیا اشاره کرد.